# Heilgeiststraße 72 (Stralsund)
Das Gebäude mit der postalischen Adresse Heilgeiststraße 72 ist ein denkmalgeschütztes Bauwerk in der Heilgeiststraße in Stralsund.

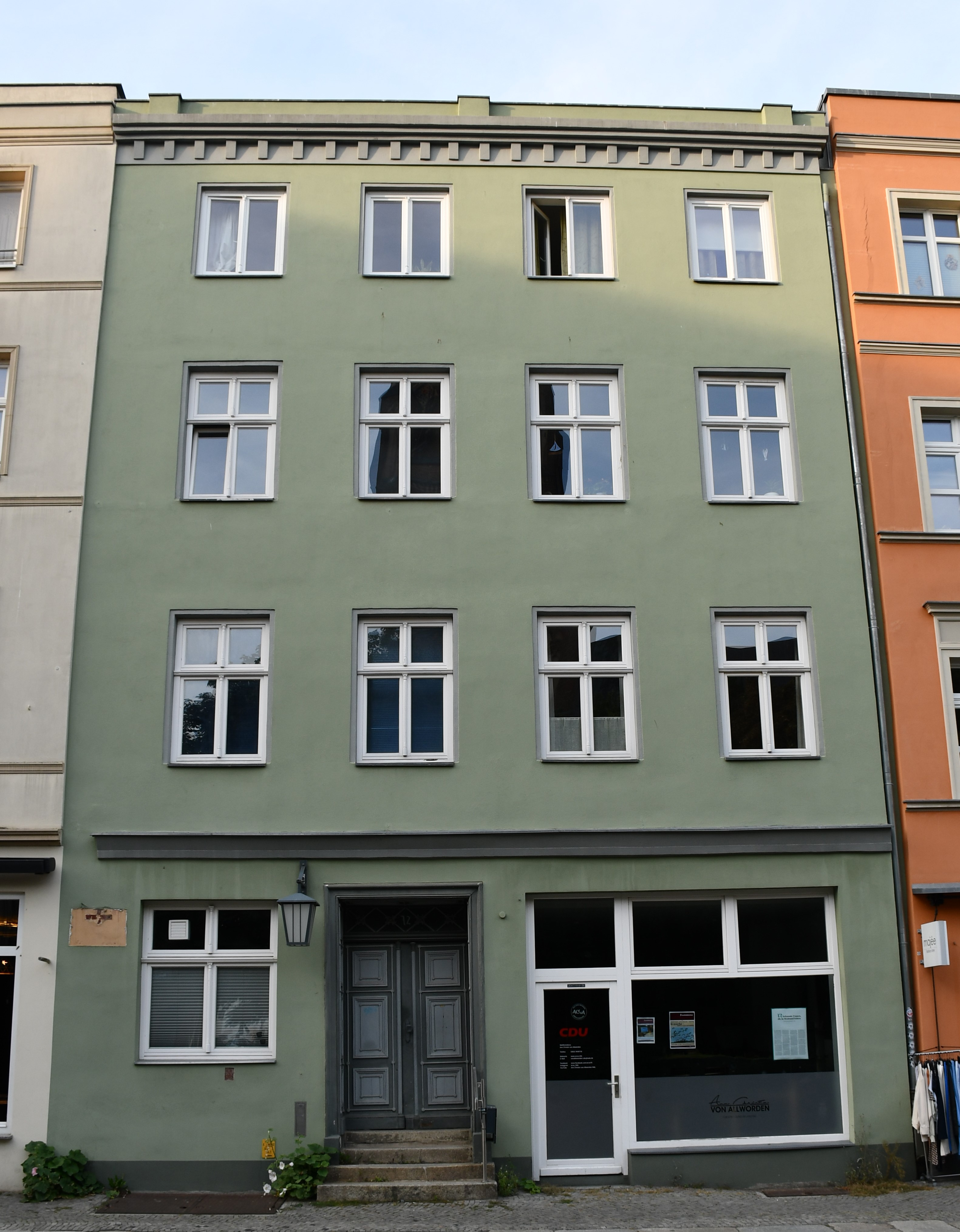
Das Haus Heilgeiststraße 72 in Stralsund (2023)

Der viergeschossige und vierachsige, traufenständige Putzbau wurde in der Mitte des 19. Jahrhunderts errichtet.
Die Fassade wurde später stark verändert. Original erhalten sind die zweiflügelige Haustür mit Kassettenmuster und die Auskleidung der Portalnische.
Das Haus liegt im Kerngebiet des von der UNESCO als Weltkulturerbe anerkannten Stadtgebietes des Kulturgutes „Historische Altstädte Stralsund und Wismar“. In die Liste der Baudenkmale in Stralsund ist es mit der Nr. 340 eingetragen.